# Villa gallo-romaine d'Andilly-en-Bassigny
La villa gallo-romaine est située sur le territoire de la commune de Andilly-en-Bassigny, dans le département de la Haute-Marne. L'édifice est classé au titre des monuments historiques en 1986.

## Localisation du site
Il se trouve à 1,5 km d'une voie romaine secondaire allant de Langres à Bourbonne-les-Bains. Les toponymes locaux sur lequel se trouve le site sont Charge-d'eau et Haies de Corbechère.

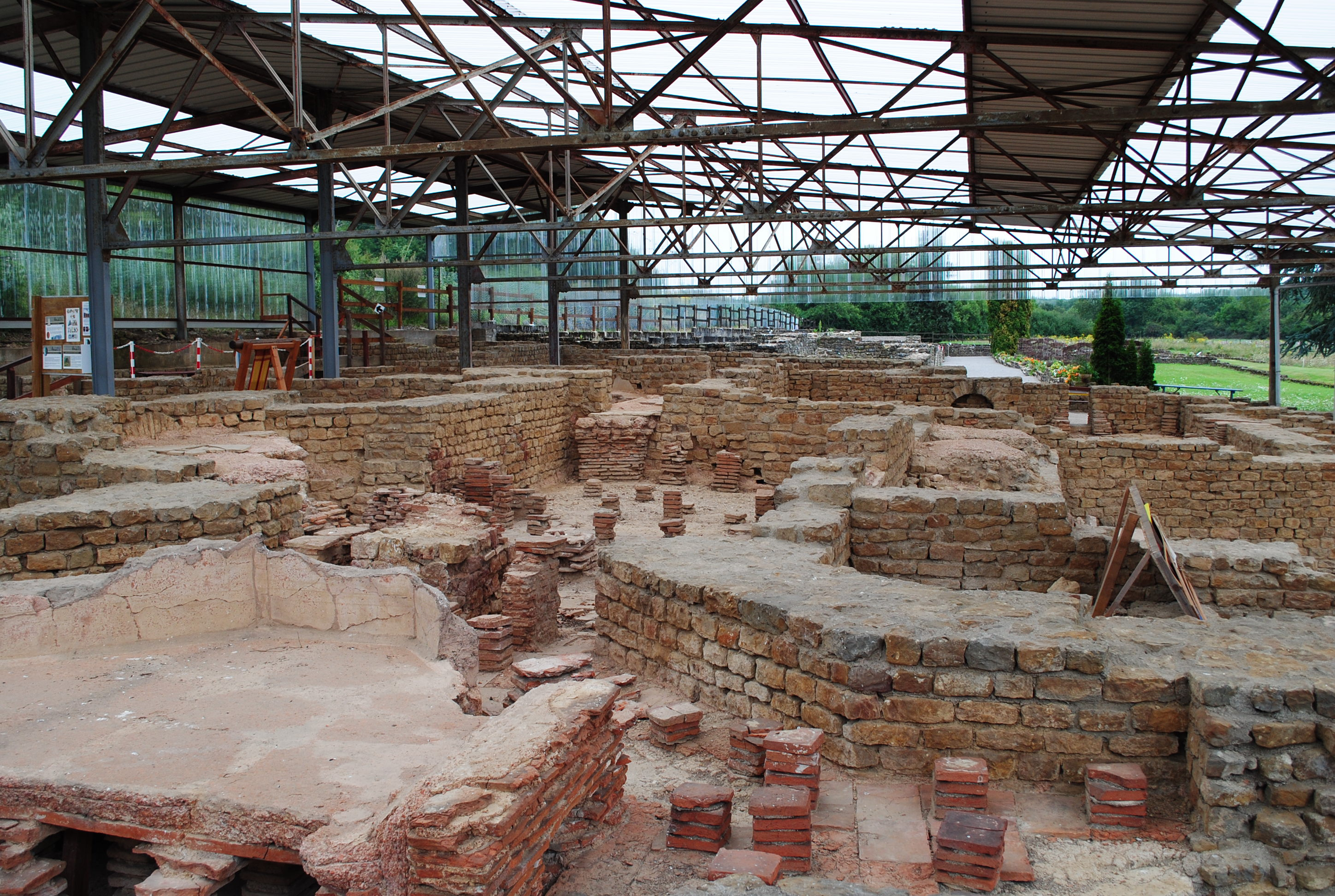
Vue du site.

## Histoire

### La mise au jour d'une nécropole mérovingienne au XIXe siècle
Un article de 1832 mentionne les premières découvertes à Haies-de-la-Corbechère, qui concernent en fait une nécropole mérovingienne : un sarcophage avec scramasaxe et fer de lance, ce dernier se trouvant au musée de Langres. Découvert et partiellement détruit lors de la construction de la ligne de chemin de fer de Chalindrey à Mirecourt en 1878, le site fut tout d'abord fouillé en 1894 par le curé du village, Virgile Multier (1859-1932). Il mit au jour une partie de la piscine froide et quelques salles attenantes.
Les fouilles archéologiques des années 1960 ont également mis au jour une nécropole mérovingienne d'une centaine de sépultures établie dans les ruines de la villa et datée des VIe et VIIe siècles.

### La mise au jour de la villa gallo-romaine dans les années 1960
Le site fut délaissé puis redécouvert dans les années 1960, il fut de nouveau fouillé par Pierre Ballet, puis par T. Zeyer, de la Société des Sciences naturelles et d'archéologie de Haute-Marne (SSNAHM) qui mirent au jour une grande construction dotée de thermes privés monumentaux particulièrement bien conservés avec vestiaire, salle tiède, piscine chaude, étuve et piscine froide.
La partie résidentielle du site s'étend sur environ 1,5 hectare, et la partie agricole occupe plusieurs hectares : elle a été mise en évidence par des prospections géophysiques .
Cet ensemble fut construit à partir du Ier siècle apr. J.-C. et occupé jusqu'au IVe. Les recherches récentes montrent que l'état visible aujourd'hui est essentiellement de la fin du IIIe, début du IVe siècle.
Les recherches bénévoles sous la direction de T. Zeyer ont pris fin en 1992, et les fouilles ont repris de 2007 à nos jours dans un cadre professionnel par la conservation du patrimoine du conseil départemental de la Haute-Marne .

## Images

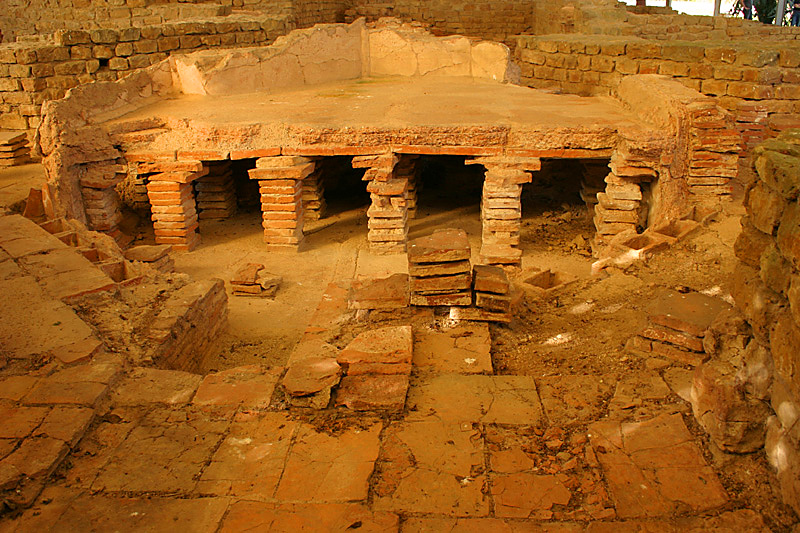
Hypocauste,
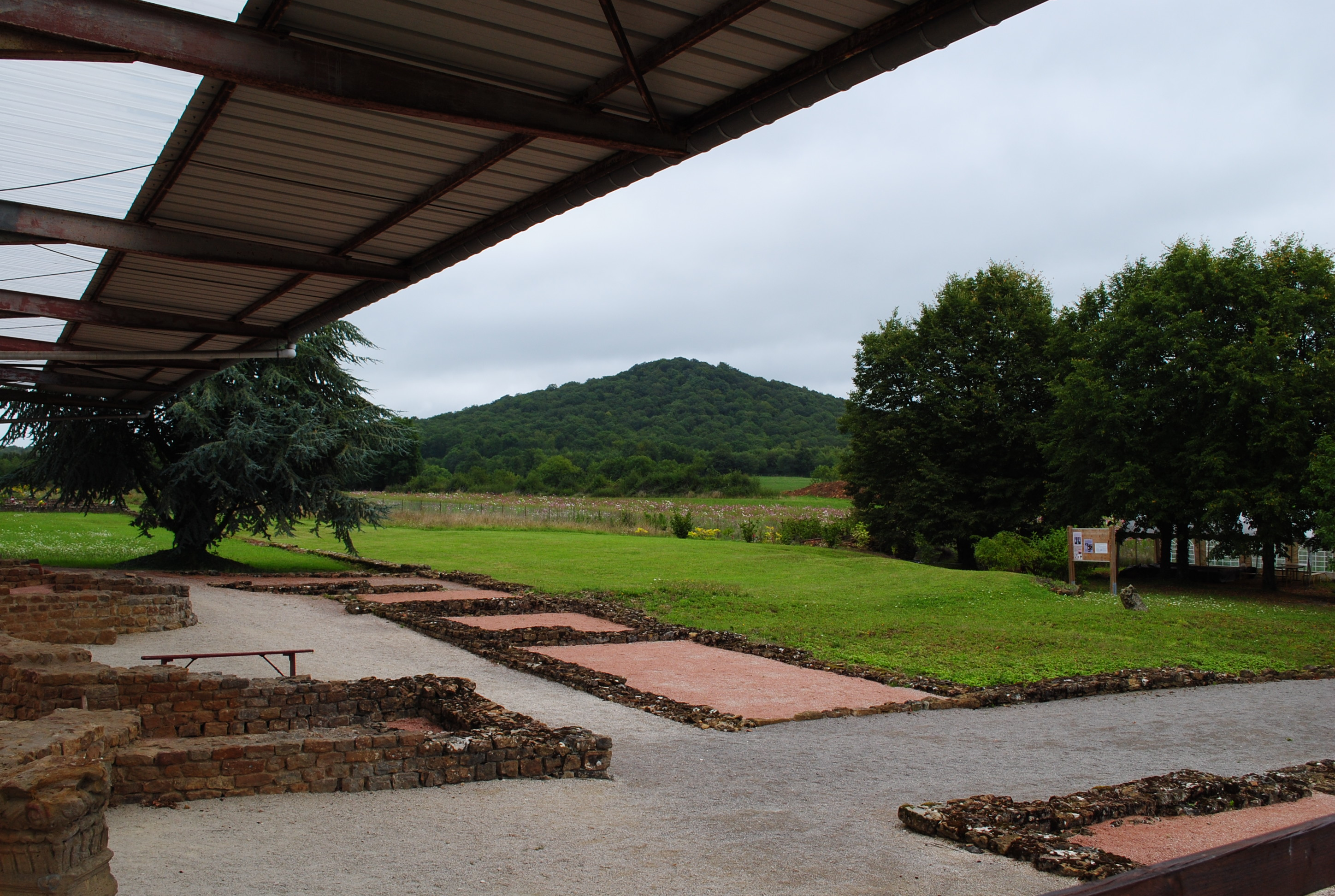
Site.
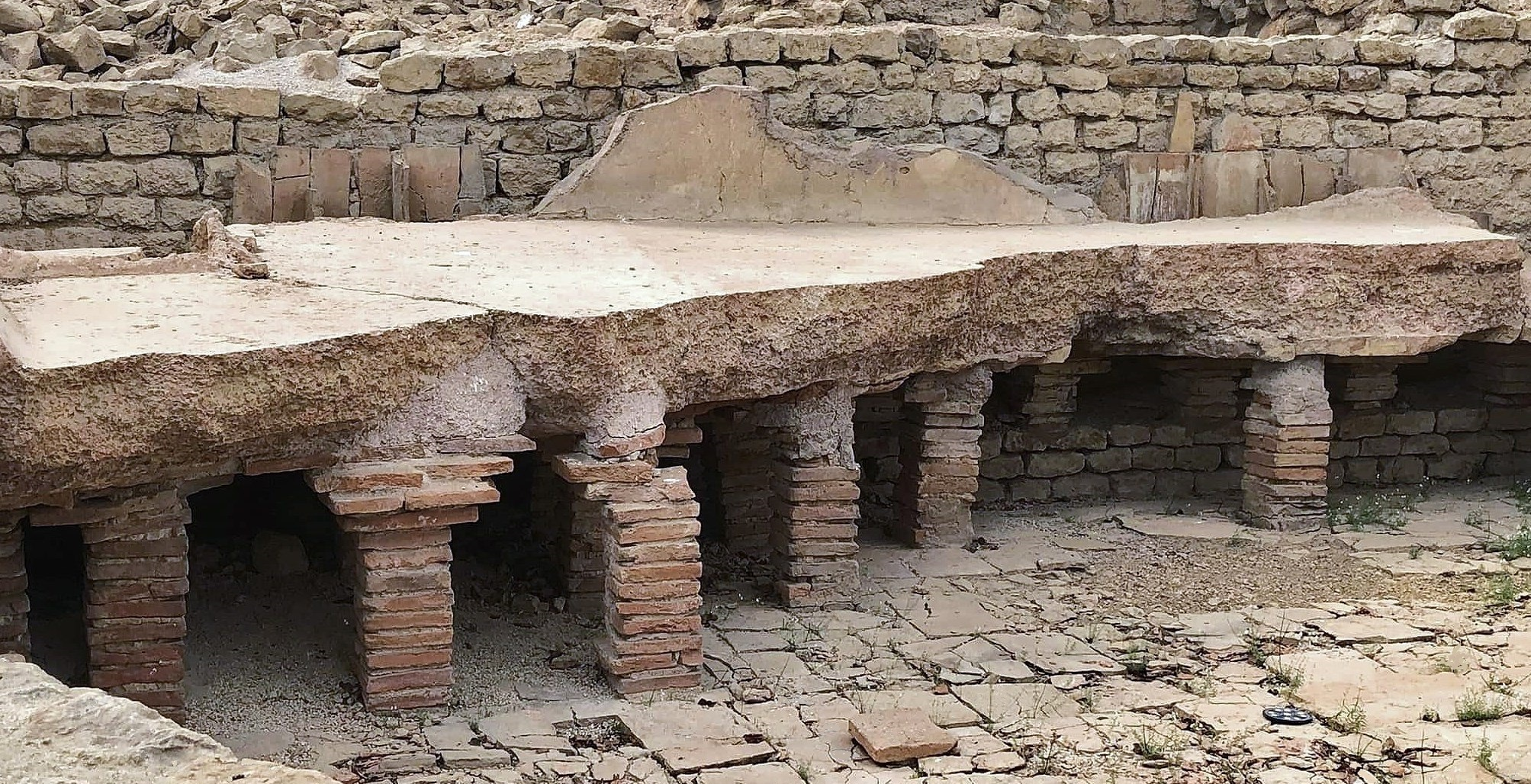
Le système de chauffage par le sol de la villa gallo-romaine.